# 冀氏镇
冀氏镇，是中华人民共和国山西省临汾市安泽县下辖的一个乡镇级行政单位。

## 行政区划
冀氏镇下辖以下地区：
冀氏村、沟口村、南孔滩村、良种场村、北孔滩村、王村、核桃庄村、李庄村、兰村、和平村、柳树沟村、白村、半道村、马寨村和关庄村。